# Musiques de Ghost in the Shell
Cet article présente les musiques originales des différentes œuvres Ghost in the Shell.

## Ghost in the Shell Original Soundtrack
- Année : 1995
- Direction : Kenji Kawai

| Piste | Titre                          | Artistes     | Durée |
| 01    | M01 Chant I - Making of Cyborg | Kenji Kawai  | 4:29  |
| 02    | M02 Ghosthack                  | Kenji Kawai  | 5:14  |
| 03    | M03 Puppetmaster               | Kenji Kawai  | 4:21  |
| 04    | M04 Virtual Crime              | Kenji Kawai  | 2:42  |
| 05    | M05 Chant II - Ghost City      | Kenji Kawai  | 3:35  |
| 06    | M06 Access                     | Kenji Kawai  | 3:16  |
| 07    | M07 Nightstalker               | Kenji Kawai  | 1:45  |
| 08    | M08 Floating Museum            | Kenji Kawai  | 5:05  |
| 09    | M09 Ghostdive                  | Kenji Kawai  | 5:53  |
| 10    | M10 Chant III - Reincarnation  | Kenji Kawai  | 5:45  |
| 11    | See You Everyday (Bonus Track) | Fang Ka Wing | 3:26  |

## Ghost in the Shell 2: Innocence O.S.T.
- Année : 2004
- Direction : Kenji Kawai
- Édition française : Beez Entertainment, novembre 2005

| Piste | Titre                                                        | Artistes    | Durée |
| 01    | Dungeon                                                      | Kenji Kawai | 1:23  |
| 02    | The Ballade of Puppets: Flowers Grieve and Fall              | Kenji Kawai | 3:41  |
| 03    | Type 2052 "Hadaly"                                           | Kenji Kawai | 4:07  |
| 04    | River of Crystals                                            | Kimiko Itoh | 5:48  |
| 05    | Attack of the Wakabayashi                                    | Kenji Kawai | 3:32  |
| 06    | Etorofu                                                      | Kenji Kawai | 3:56  |
| 07    | The Ballade of Puppets: In a New World Gods Will Descend     | Kenji Kawai | 5:12  |
| 08    | The Doll House I                                             | Kenji Kawai | 1:34  |
| 09    | The Doll House II                                            | Kenji Kawai | 2:54  |
| 10    | The Ballade of Puppets: The Ghost Awaits in the World Beyond | Kenji Kawai | 9:46  |
| 11    | Toh kami Emi Tame                                            | Kenji Kawai | 0:34  |
| 12    | Follow Me                                                    | Kimiko Itoh | 5:01  |

## Ghost in the Shell 2.0 Original Soundtrack
- Année : 2008
- Direction : Kenji Kawai

| Piste | Titre                                     | Artistes     | Durée |
| 01    | M01 Chant I - Making of Cyborg (2.0 Ver.) | Kenji Kawai  | 4:28  |
| 02    | M02 - Ghosthack (2.0 Ver.)                | Kenji Kawai  | 5:17  |
| 03    | M03 - Puppetmaster (2.0 Ver.)             | Kenji Kawai  | 4:20  |
| 04    | M04 Virtual Crime (2.0 Ver.)              | Kenji Kawai  | 2:41  |
| 05    | M05 Chant II - Ghost City (2.0 Ver.)      | Kenji Kawai  | 3:37  |
| 06    | M06 Access (2.0 Ver.)                     | Kenji Kawai  | 3:13  |
| 07    | M07 Nightstalker (2.0 Ver.)               | Kenji Kawai  | 1:45  |
| 08    | M08 Floating Museum (2.0 Ver.)            | Kenji Kawai  | 5:04  |
| 09    | M09 Ghostdive (2.0 Ver.)                  | Kenji Kawai  | 5:52  |
| 10    | M10 Chant III - Reincarnation (2.0 Ver.)  | Kenji Kawai  | 5:44  |
| 11    | See You Everyday (2.0 Ver.)               | Fang Ka Wing | 3:30  |
| 12    | Osamu Kara Kidou Tai Yokoku BGM           | Kenji Kawai  | 3:02  |

## Ghost in the Shell: Stand Alone Complex

### Ghost in the Shell: Stand Alone Complex O.S.T.
- Année : 2003
- Direction : Yōko Kanno
- Édition française : Beez Entertainment, avril 2005

| Piste | Titre                     | Artistes        | Durée |
| 01    | Run Rabbit Junk           | HIDE            | 4:35  |
| 02    | Yakitori                  | Yōko Kanno      | 7:12  |
| 03    | Stamina Rose              | Gabriela Robin  | 2:54  |
| 04    | Surf                      | Yōko Kanno      | 3:03  |
| 05    | Where Does This Ocean Go? | Ilaria Graziano | 4:47  |
| 06    | Train Search              | Yōko Kanno      | 2:01  |
| 07    | Siberian Doll House       | Gabriela Robin  | 3:52  |
| 08    | Velveteen                 | Ilaria Graziano | 5:08  |
| 09    | Lithium Flower            | Scott Matthew   | 3:27  |
| 10    | Home Stay                 | Yōko Kanno      | 3:59  |
| 11    | Inner Universe            | Origa           | 4:57  |
| 12    | Fish ~ Silent Cruise      | Ben Del Maestro | 7:33  |
| 13    | Some Other Time           | Gabriela Robin  | 4:09  |
| 14    | Beauty Is Within Us       | Scott Mathew    | 6:10  |
| 15    | We're the Great           | Yōko Kanno      | 1:36  |
| 16    | Monochrome                | Ilaria Graziano | 5:11  |
| 17    | GET9 [TV Size]            | Jillmax         | 1:17  |
| 18    | Rise [TV Size]            | Origa           | 1:31  |

### Ghost in the Shell: Stand Alone Complex "be Human"
- Année : 2003
- Direction : Yōko Kanno
- Édition française : Beez Entertainment, avril 2005

| Piste | Titre                    | Artistes              | Durée |
| 01    | Be Human                 | Scott Matthew         | 4:06  |
| 02    | Trip City                | Scott Matthew         | 3:55  |
| 03    | Patch Me                 | Yōko Kanno            | 1:33  |
| 04    | Runaway Tachikoma        | Yōko Kanno            | 1:55  |
| 05    | Tachikoma out for a Walk | Gabriela Robin        | 2:04  |
| 06    | Bang Bang Banquet        | Yōko Kanno            | 2:00  |
| 07    | FAX Me                   | Yōko Kanno            | 1:27  |
| 08    | Where's Rocky?           | Yōko Kanno            | 4:26  |
| 09    | Spotter                  | Yōko Kanno            | 5:57  |
| 10    | Let's Oil                | Yōko Kanno            | 0:45  |
| 11    | Cream                    | HIDE & Maaya Sakamoto | 3:55  |
| 12    | Spider Bites             | Yōko Kanno            | 0:44  |
| 13    | Good by My Master        | Yōko Kanno            | 2:09  |
| 14    | Piece by Ten             | Yōko Kanno            | 2:50  |
| 15    | What Can I Say?          | SUNNY                 | 1:12  |
| 16    | Hi!                      | Yōko Kanno            | 0:06  |
| 17    | I'm Not Straight         | Yōko Kanno            | 1:24  |
| 18    | AI Combat Team Tachikoma | Sakiko Tamagawa       | 1:06  |
| 19    | Pro Bowler Tachikoma     | Yōko Kanno            | 0:39  |
| 20    | Don't Sponge Me          | Yōko Kanno            | 0:36  |
| 21    | PO'd Pod                 | Yōko Kanno            | 1:03  |
| 22    | Ciao!                    | Yōko Kanno            | 0:07  |

### GET9
- Année : 2004
- Direction : Yōko Kanno

| Piste | Titre                                       | Artistes       | Durée |
| 01    | GET9                                        | Jillmax        | 4:44  |
| 02    | Rise                                        | Origa          | 5:31  |
| 03    | Icy Mice (Chairman Tadokoro's Secret Party) | Gabriela Robin | 3:53  |
| 04    | GET9 (Naked)                                | Jillmax        | 4:42  |

### Ghost in the Shell: Stand Alone Complex O.S.T. 2
- Année : 2004
- Direction : Yōko Kanno
- Édition française : Beez Entertainment, décembre 2005

| Piste | Titre                   | Artistes                    | Durée |
| 01    | Cyberbird               | Gabriela Robin              | 6:01  |
| 02    | Rise                    | Origa                       | 5:29  |
| 03    | Ride on Technology      | Yōko Kanno                  | 4:41  |
| 04    | Idoling                 | Yōko Kanno                  | 2:48  |
| 05    | I Can't Be Cool         | Ilaria Graziano             | 4:32  |
| 06    | 3tops                   | Yōko Kanno                  | 3:59  |
| 07    | Gonna Rice              | Yōko Kanno                  | 2:03  |
| 08    | GET9                    | Jillmax                     | 4:46  |
| 09    | Go DA DA                | Yōko Kanno                  | 1:53  |
| 10    | Psychedelic Soul        | Scott Matthew               | 4:48  |
| 11    | What's it For           | Emily Curtis                | 3:18  |
| 12    | Living Inside the Shell | Steve Conte & Shanti Snyder | 6:24  |
| 13    | Pet Food                | Yōko Kanno                  | 1:30  |
| 14    | Security Off            | Yōko Kanno                  | 1:15  |
| 15    | To Tell the Truth       | Yōko Kanno                  | 4:52  |
| 16    | I Do                    | Ilaria Graziano             | 4:52  |
| 17    | We Can't Be Cool        | Yōko Kanno                  | 1:34  |

### Ghost in the Shell: Stand Alone Complex O.S.T. 3
- Année : 2005
- Direction : Yōko Kanno
- Édition française : Beez Entertainment, février 2007

| Piste | Titre                          | Artistes                | Durée |
| 01    | The End of All You'll Know     | Scott Matthew           | 2:21  |
| 02    | Torukia                        | Gabriela Robin          | 6:08  |
| 03    | Know Your Enemy                | Yōko Kanno              | 6:25  |
| 04    | Laser Seeker                   | Yōko Kanno              | 3:15  |
| 05    | Break Through                  | Yōko Kanno              | 2:36  |
| 06    | Flying Low                     | Yōko Kanno              | 4:37  |
| 07    | Europe                         | Yōko Kanno              | 4:32  |
| 08    | East of the Peninsula          | Yōko Kanno              | 4:07  |
| 09    | Incomplete Love Story          | Yōko Kanno              | 1:54  |
| 10    | CHRisTmas in the SiLenT ForeSt | Ilaria Graziano         | 6:56  |
| 11    | Access All Areas               | Yōko Kanno              | 1:36  |
| 12    | Sacred Terrorist               | Yōko Kanno              | 4:05  |
| 13    | Dear John                      | Scott Matthew           | 5:01  |
| 14    | 35.7°C                         | Yōko Kanno              | 1:47  |
| 15    | Smile                          | Yōko Kanno              | 4:11  |
| 16    | Flashback Memory Plug          | Origa & Ben Del Maestro | 1:10  |
| 17    | Dew                            | Ilaria Graziano         | 5:50  |

### Ghost in the Shell: Stand Alone Complex: Solid State Society O.S.T.
- Année : 2006
- Direction : Yōko Kanno

| Piste | Titre                                                         | Artistes            | Durée |
| 01    | Player                                                        | Origa & Heartsdales | 5:42  |
| 02    | Replica                                                       | Ilaria Graziano     | 5:23  |
| 03    | Zero signal                                                   | Yōko Kanno          | 4:05  |
| 04    | Solid State Society                                           | Yōko Kanno          | 4:40  |
| 05    | Tempest                                                       | Yōko Kanno          | 2:52  |
| 06    | Born Stubborn                                                 | Yōko Kanno          | 3:25  |
| 07    | She Is                                                        | Gabriela Robin      | 2:35  |
| 08    | From the Roof Top ~ Somewhere in the Silence (Sniper's Theme) | Ilaria Graziano     | 6:34  |
| 09    | Undivided                                                     | Yōko Kanno          | 2:03  |
| 10    | Blues in the Net                                              | Yōko Kanno          | 6:41  |
| 11    | Human Step ~ Aramaki’s Theme                                  | Yōko Kanno          | 3:32  |
| 12    | Date of Rebirth                                               | Origa               | 4:40  |
| 13    | Take a Little Hand                                            | Gabriela Robin      | 5:05  |
| 14    | Remedium                                                      | Yōko Kanno          | 3:10  |

### Ghost in the Shell: Stand Alone Complex O.S.T. 4
- Année : 2007
- Direction : Yōko Kanno
- Édition française :

| Piste | Titre                               | Durée |
| 01    | Smooth in the Shell [No Break Disk] | 49:02 |

## Ghost in the Shell (jeu vidéo)

### Megatech Body Co.
- Année : 1997

#### CD 1
- Durée : 63:25

| Piste | Titre                                 | Artistes                    | Durée |
| 01    | Ghost in the Shell                    | Takkyu Ishino               | 6:44  |
| 02    | Firecracker                           | Mijk Van Dijk               | 5:25  |
| 03    | Ishikawa Surfs The System             | Brother From Another Planet | 3:58  |
| 04    | Spook & Spell (Fast Version)          | Hardfloor                   | 5:53  |
| 05    | Featherhall                           | Westbam                     | 6:42  |
| 06    | The Vertical                          | Joey Beltram                | 6:28  |
| 07    | Blinding Waves                        | Scan X                      | 4:44  |
| 08    | The Searcher Part II                  | The Advent                  | 3:27  |
| 09    | Spectre                               | BCJ                         | 5:46  |
| 10    | Can U Dig It                          | Dave Angel                  | 7:17  |
| 10    | To Be Or Not To Be (Off The Cuff Mix) | Derrick May                 | 7:01  |

#### CD 2
- Durée : 60:34

| Piste | Titre                                     | Artistes                    | Durée |
| 01    | Fuchi Koma                                | Mijk van Dijk               | 5:09  |
| 02    | Down Loader                               | The Advent                  | 6:19  |
| 03    | Thanato                                   | BCJ                         | 3:27  |
| 04    | Moonriver                                 | Westbam                     | 8:09  |
| 05    | Brain Dive                                | Mijk van Dijk               | 4:48  |
| 06    | Spook & Spell (Slow Version)              | Hardfloor                   | 6:30  |
| 07    | Die Dunkelsequenz                         | Westbam                     | 7:33  |
| 08    | Section 9 Theme                           | Brother From Another Planet | 6:01  |
| 09    | So High                                   | Dave Angel                  | 5:35  |
| 10    | To Be Or Not To Be (The Mix Of A Mix Mix) | Derrick May                 | 7:03  |